# Михайловка (Верхнесвечниковское сельское поселение)
Михайловка — хутор в Кашарском районе Ростовской области.
Входит в состав Верхнесвечниковского сельского поселения.

## География
На хуторе имеются две улицы: Заречная и Степная.

## Население
| 2010 |
| ---- |
| 50   |